# Ermanno VI di Baden-Baden
Ermanno VI di Baden, anche Germano VI d'Austria (1226 circa – 4 ottobre 1250), fu margravio di Baden dal 1243 sino alla morte e, per titolo, duca d'Austria e Stiria.

## Biografia
Nel 1248, sposò Gertrude, la nipote dell'ultimo membro della linea maschile dei Babenberg, il duca Federico II, e sulla base di questo matrimonio divenne pretendente del ducato d'Austria e del ducato di Carinzia. In ogni caso, Ermanno prima (morì poco dopo) e poi suo figlio Federico non poterono stabilire i propri domini in Austria.

## Ascendenza
|                                      |                                        |                                      | Genitori                                       |  |  | Nonni |  |  | Bisnonni                              |  |  | Trisnonni                            |  |
|                                      |                                        |                                      |                                                |  |  |       |  |  | Ermanno III, margravio di Baden-Baden |  |  | Ermanno II, margravio di Baden-Baden |  |
|                                      |                                        |                                      |                                                |  |  |       |  |  | Ermanno III, margravio di Baden-Baden |  |  | Ermanno II, margravio di Baden-Baden |  |
|                                      |                                        | Giuditta di Hohenberg                |                                                |  |  |       |  |  | Ermanno III, margravio di Baden-Baden |  |  |                                      |  |
| Ermanno IV, margravio di Baden-Baden |                                        |                                      |                                                |  |  |       |  |  | Ermanno III, margravio di Baden-Baden |  |  |                                      |  |
|                                      |                                        | Berta di Lorena                      | Simone I, duca di Lorena                       |  |  |       |  |  |                                       |  |  |                                      |  |
|                                      |                                        | Berta di Lorena                      | Simone I, duca di Lorena                       |  |  |       |  |  |                                       |  |  |                                      |  |
|                                      |                                        | Berta di Lorena                      | Adelaide di Lovanio                            |  |  |       |  |  |                                       |  |  |                                      |  |
| Ermanno V, margravio di Baden-Baden  |                                        | Berta di Lorena                      |                                                |  |  |       |  |  |                                       |  |  |                                      |  |
|                                      |                                        | …                                    | …                                              |  |  |       |  |  |                                       |  |  |                                      |  |
|                                      |                                        | …                                    | …                                              |  |  |       |  |  |                                       |  |  |                                      |  |
|                                      |                                        | …                                    | …                                              |  |  |       |  |  |                                       |  |  |                                      |  |
| Berta di Tubinga                     |                                        | …                                    |                                                |  |  |       |  |  |                                       |  |  |                                      |  |
|                                      |                                        | …                                    | …                                              |  |  |       |  |  |                                       |  |  |                                      |  |
|                                      |                                        | …                                    | …                                              |  |  |       |  |  |                                       |  |  |                                      |  |
|                                      |                                        | …                                    | …                                              |  |  |       |  |  |                                       |  |  |                                      |  |
| Ermanno VI, margravio di Baden       |                                        | …                                    |                                                |  |  |       |  |  |                                       |  |  |                                      |  |
|                                      | Enrico XII, duca di Sassonia e Baviera | Enrico X, duca di Baviera e Sassonia |                                                |  |  |       |  |  |                                       |  |  |                                      |  |
|                                      | Enrico XII, duca di Sassonia e Baviera | Enrico X, duca di Baviera e Sassonia |                                                |  |  |       |  |  |                                       |  |  |                                      |  |
|                                      | Enrico XII, duca di Sassonia e Baviera | Gertrude di Supplimburgo             |                                                |  |  |       |  |  |                                       |  |  |                                      |  |
| Enrico V, conte palatino del Reno    | Enrico XII, duca di Sassonia e Baviera |                                      |                                                |  |  |       |  |  |                                       |  |  |                                      |  |
|                                      |                                        | Matilde d'Inghilterra                | Enrico II, re d'Inghilterra                    |  |  |       |  |  |                                       |  |  |                                      |  |
|                                      |                                        | Matilde d'Inghilterra                | Enrico II, re d'Inghilterra                    |  |  |       |  |  |                                       |  |  |                                      |  |
|                                      |                                        | Matilde d'Inghilterra                | Eleonora, duchessa d'Aquitania                 |  |  |       |  |  |                                       |  |  |                                      |  |
| Ermengarda del Reno                  |                                        | Matilde d'Inghilterra                |                                                |  |  |       |  |  |                                       |  |  |                                      |  |
|                                      |                                        | Corrado, conte palatino del Reno     | Federico II, duca di Svevia                    |  |  |       |  |  |                                       |  |  |                                      |  |
|                                      |                                        | Corrado, conte palatino del Reno     | Federico II, duca di Svevia                    |  |  |       |  |  |                                       |  |  |                                      |  |
|                                      |                                        | Corrado, conte palatino del Reno     | Agnese di Saarbrücken                          |  |  |       |  |  |                                       |  |  |                                      |  |
| Agnese di Hohenstaufen               |                                        | Corrado, conte palatino del Reno     |                                                |  |  |       |  |  |                                       |  |  |                                      |  |
|                                      |                                        | Irmengarda di Henneberg              | Bertoldo I di Henneberg, burgravio di Würzburg |  |  |       |  |  |                                       |  |  |                                      |  |
|                                      |                                        | Irmengarda di Henneberg              | Bertoldo I di Henneberg, burgravio di Würzburg |  |  |       |  |  |                                       |  |  |                                      |  |
|                                      |                                        | Irmengarda di Henneberg              | Berta di Putelendorf                           |  |  |       |  |  |                                       |  |  |                                      |  |
|                                      |                                        | Irmengarda di Henneberg              |                                                |  |  |       |  |  |                                       |  |  |                                      |  |